# Collinias fulvicaudus
Collinias fulvicaudus är en tvåvingeart som beskrevs av De Meyer 1996. Collinias fulvicaudus ingår i släktet Collinias och familjen ögonflugor.
Artens utbredningsområde är Kongo. Inga underarter finns listade i Catalogue of Life.